# Gironniera hirta
Gironniera hirta är en hampväxtart som beskrevs av Henry Nicholas Ridley. Gironniera hirta ingår i släktet Gironniera och familjen hampväxter. Inga underarter finns listade i Catalogue of Life.